# Distrikt Parco
Der Distrikt Parco liegt in der Provinz Jauja in der Region Junín in Zentral-Peru. Der Distrikt wurde am 9. Dezember 1920 gegründet. Er besitzt eine Fläche von 34 km². Beim Zensus 2017 wurden 1212 Einwohner gezählt. Im Jahr 1993 lag die Einwohnerzahl bei 2127, im Jahr 2007 bei 1504. Sitz der Distriktverwaltung ist die 3435 m hoch gelegene Ortschaft Parco mit 444 Einwohnern (Stand 2017). Parco befindet sich 5,5 km südwestlich der Provinzhauptstadt Jauja.

## Geografische Lage
Der Distrikt Parco befindet sich im Andenhochland im zentralen Südwesten der Provinz Jauja. Er erstreckt sich entlang dem rechten Flussufer des nach Südosten strömenden Río Mantaro.
Der Distrikt Parco grenzt im Westen an den Distrikt Llocllapampa, im Norden und im Nordosten an die Distrikte Marco und Yauyos sowie im Süden an den Distrikt Paccha.

## Ortschaften
Im Distrikt gibt es neben dem Hauptort folgende größere Ortschaften:
- Canchapunco
- Ullusca (514 Einwohner)